# Pont méthylène

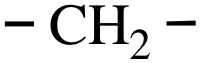
Pont méthylène (groupe méthanediyle).

En chimie organique, un pont méthylène ou groupe méthanediyle désigne toute partie d'une molécule de formule  -CH2-, c'est-à-dire un atome de carbone lié à deux atomes d'hydrogène et connectés par des liaisons simples à deux autres atomes distincts du reste de la molécule. C'est le motif de base du squelette des alcanes linéaires.
Un pont méthylène peut aussi agir comme ligand bidentate  joignant deux métaux dans un complexe, par exemple le titane et l'aluminium dans le réactif de Tebbe.
Un pont méthylène est souvent appelé par abus de langage groupe méthylène ou simplement méthylène, comme dans « chlorure de méthylène » (dichlorométhane CH2Cl2). Cependant, le terme « groupe méthylène » (ou « méthylidène ») ne devrait s'appliquer qu'au groupe CH2 lorsqu'il est connecté au reste de la molécule par une liaison double, ce qui lui donne des propriétés chimiques très différentes d'un groupe CH2 pontant.

## Réactions
Les composés possédant un pont méthylène localisé entre deux groupes électroattracteurs forts (tels que les groupes nitro, carbonyle ou nitrile) sont parfois appelés « composés méthylène activés ». Mis à réagir avec des bases fortes, ils peuvent former des énolates ou des carbanions qui sont souvent utilisés en synthèse organique, par exemple dans la condensation de Knoevenagel ou la synthèse malonique.

## Exemples
Exemples de composés possédant un pont méthylène :

Acide malonique
Acétylacétone
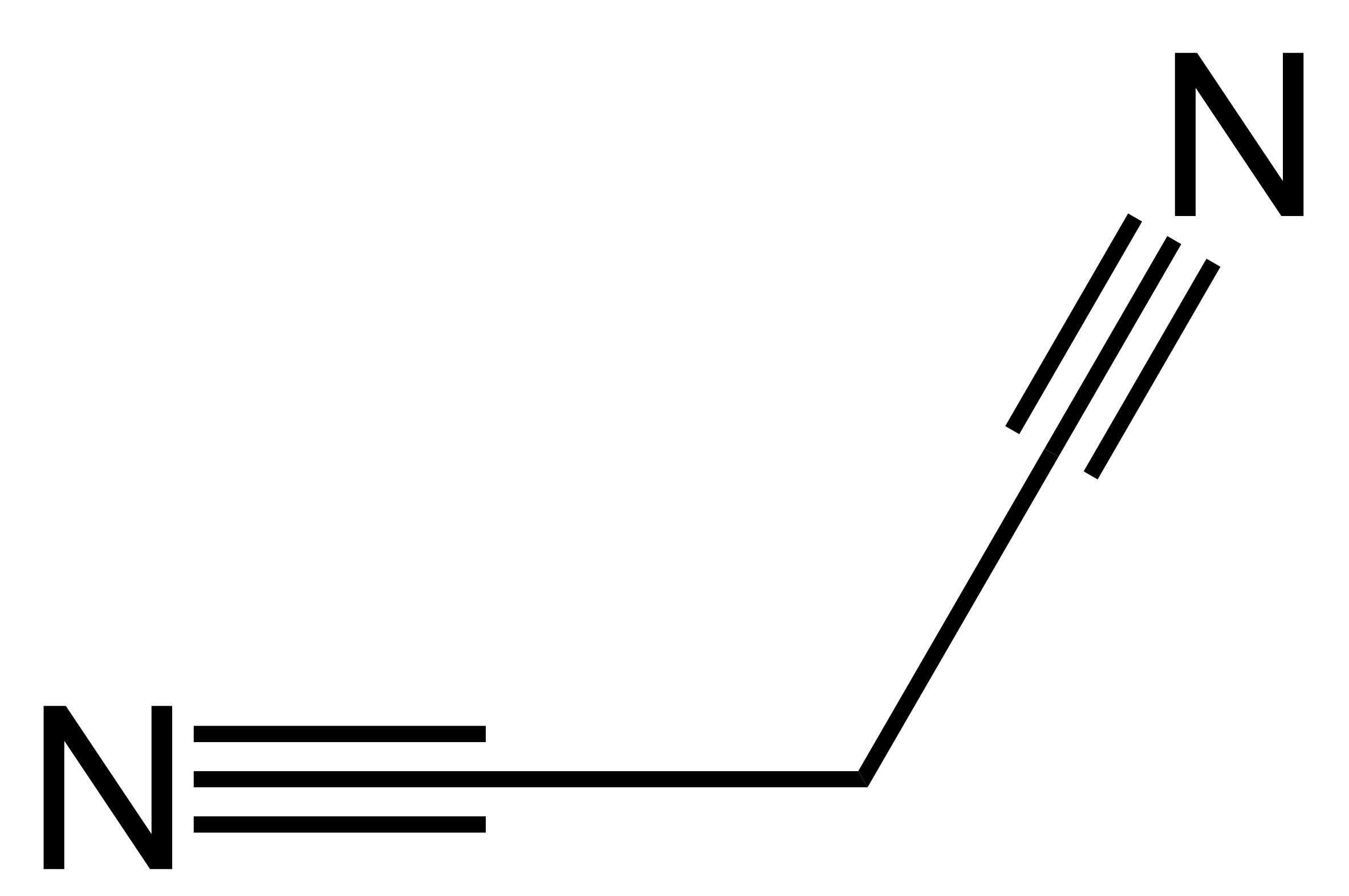
Malononitrile
Diphénylméthane